# Andahuaylas

Andahuaylas est la deuxième ville principale de la région d'Apurimac et capitale de la province d'Andahuaylas au Pérou, Elle est remarquable pour son architecture coloniale. Le nom d'Antahuaylas signifie en quechua prairie des nuages colorées et lui a été donné du fait que la lumière des rayons du soleil, en se couchant dans le lac Pacucha, est réfractée dans les nuages. C'est ce qui donne au ciel sa couleur si particulière.

## Géographie

### Hydrographie
Andahuaylas est situé sur un affluent du Pampas, le Rio Chumbao, dans le district de Ayacucho.

### Voies de communication et transport
- Situé sur la route 3S, à 340 km à l'ouest de Cuzco,
- Andahuaylas possède un aéroport (code AITA : ANS).

## Culture locale et patrimoine
Les tribus Ankcu Huallokc seraient les premiers colons de cette région, d'après la thèse de Victor Navarro del Águila (1910 - 1948, journaliste et conseiller à la culture péruvienne).
Les indigènes de cette région avaient pour totem le Puma.